# 藤田いろは
藤田 いろは（ふじた いろは、1994年11月5日 - ）は、日本のグラビアアイドル、ファッションモデル、タレント、コスプレイヤー、元レースクイーン。
千葉県出身。アーティストハウス・ピラミッドに所属。かつてゼロイチファミリアに所属していた。

## 略歴
2016年、『festシンデレラオーディション』でグランプリ受賞。同年『ミスiD』に出場（セミファイナリスト）。
2017年には東京モーターショーでトヨタ自動車のブース・コンパニオンを担当。
2018年、東京オートサロンにてクラリオンブースのコンパニオンを担当。
2019年9月8日、「ミスFLASH2020」選考オーディションのファイナリスト15名に選出される。
2020年1月13日、『FLASH』（光文社）本誌およびミスFLASH2020公式サイトにて第14回ミスFLASH2020グランプリ受賞が発表された。
同年2月29日、「REBELS.64」また同年8月30日、「REBELS.65」のラウンドガールを担当
2020年、SUPER GT TONEモタスポサポートギャルズRQを務める。
2021年10月4日、同年7月末にゼロイチファミリアを退社したこと、引き続きフリーで活動することを自身のTwitter（現・X）で報告した。
2022年4月1日、自身のYouTubeチャンネルを開始。
2023年4月18日、アーティストハウス・ピラミッドに所属したことを自身のTwitterで報告した。

## 人物
- 趣味はコスプレと旅行に温泉と食べること（ゲテモノでも大丈夫とのこと）最近ではお菓子作りにハマっている。
- 好きな食べ物は肉とニンニクと苺とトマト。
- 嫌いな食べ物はあさりとハマグリ(牡蠣と帆立としじみの味噌汁は好き)、お菓子類はあまり食べずチョコレートが苦手。
- 自称「すらりスト」で、長い手脚ですらりとしたスタイルに自信があるという[10]。
- ゼロイチファミリア所属当時の先輩だった川崎あや[注 2]を尊敬し[10]、ミスFLASH2020グランプリ受賞の際には「あやさんの引退まであと２カ月しかないけれど、あやさんとのコラボ写真集を出したいです」とコメント[11]。同年3月10日発売のFLASH（2020年3月24日号）で同誌の巻頭を飾った川崎との対談とコラボグラビアが実現した[12][13]。2021年7月にゼロイチファミリアを退所した際にも川崎を「あやさんはずっと変わらず私の憧れであり、ヒーローです」と感謝の気持ちを述べている[8]。

## 作品

### イメージDVD
- Debut!（2019年3月22日、竹書房）[14][15]
- ミスFLASH2020（2020年4月20日、ラインコミュニケーションズ）[16][17][18]
- My Color（2023年1月27日、竹書房）[19][20][21][22]
- いろはにほれた（2023年8月30日、スパイスビジュアル）[23][24]
- 色づきました（2023年12月22日、竹書房）[25][26][27]
- 色は匂へど（2024年3月27日、スパイスビジュアル）[28][29][30]
- SECUTE（2024年6月28日、エスデジタル）[31][32]
- 君色に染めて（2024年11月27日、スパイスビジュアル）[33][34]
- 甘くて、痛い甘い時間（2025年4月30日、スパイスビジュアル）[35][36]

### 写真集
- ミスFLASH 2020写真集『ようこそビキニパークへ』（2021年1月19日[注 3]、光文社）

### トレーディングカード
- 「ミスFLASH2020」公式トレーディングカード（2021年3月27日、ヒッツ）

### カレンダー
- 藤田いろは 2024年 カレンダー CL-258 壁掛け B2（2023年10月21日、トライエックス）

### 雑誌
- 週刊プレイボーイ（2018年、集英社）
- 週刊プレイボーイ No.50号（2019年12月2日号、集英社）　- ゼロイチジャック
- FLASH（2020年1月14日号、1月21日号、3月10日号[注 4]12月8日号、12月29日号、光文社）
- 増刊FLASHダイアモンド（2020年7月20日、光文社）
- グラビアプレス vol.3（2020年8月27日、秀麗出版）
- デイリースポーツ新聞｢令和にキラリ｣コーナー（2023年9月28日）
- 東スポ競馬、人気グラドルのお勉強予想｢競馬のいろは｣ (2024年3月23日〜)
- 東京スポーツ新聞　藤田いろはインタビュー(2024年4月19日)
- 週刊アスキー No.1493、今週のグラビア(2024年5月28日、角川アスキー総合研究所)

### 電子書籍
- image.tv藤田いろはvol.1（2019年7月1日）
- 秘密の時間　藤田いろは（2019年12月1日）
- Wedding Symphony 藤田いろは（2019年12月17日）
- 快汗すらりスト　藤田いろは（2020年1月25日）
- FLASHデジタル写真集　藤田いろは（2020年1月31日）
- 世界を股に掛ける美脚CA 藤田いろは（2020年2月21日）

### VR動画
- はじめてのVRはじめてのわたし（2019年7月19日）
- Stop!Look!Listen!（2019年7月26日）

### スマートフォンゲーム
- コスプレイヤーズパーティー!!（2021年4月12日 - ）

## 出演

### テレビ番組
- 5時に夢中!（2017年、TOKYO MX）
- 全力坂（2018年6月19日・男坂、2018年6月27日・吉郎坂、テレビ朝日）
- なぎスケ!（2020年1月16日、Amazonプライム・ビデオ）
- ARIGATEENA TV（2021年5月30日、テレビ埼玉）
- ニューヨーク恋愛市場（2022年2月15日、ABEMA）
- 極楽山本・ロンブー亮のARIGATEENA TV（2023年5月14日、テレビ埼玉）
- うまDOKI (2024年6月22日、KBS京都テレビ)

### ラジオ番組
- かなみんジャンプRadio♪（2020年3月9日・16日、FM NACK5）　- ゲスト出演
- めっちゃ！よきラジ（2020年3月27日、7月24日、8月28日、9月25日、10月23日、11月27日、12月25日、渋谷クロスFM）- 「めっちゃ激推しの時間」コーナーMC
- ステラ★HAPPY!LIVE!〜夏来唯のサマらじ〜（2021年12月14日公開収録 2022年1月21日放送、市川うららFM）- ゲスト出演
- よきラジ（2023年5月26日、渋谷クロスFM）- ゲスト出演
- ハマビジ！（2023年8月23日、ラジオ日本）- ゲスト出演
- ハマビジ！（2024年5月15日、ラジオ日本）- アシスタント出演
- チアチアFLASHのツキイチ集会　(2024年5月29日、6月30日、７月12日、渋谷クロスFM)

### アプリ配信番組
- au Wowma!ライブTV（2020年3月9日・28日）　- ゲスト出演

### レースクイーン
- 2020 TONEモタスポサポートギャルズRQ

### イベントコンパニオン
- 2017 東京モーターショー・TOYOTAブース
- 2018 東京オートサロン・clarionブース

### ラウンドガール
- REBELS.64 （2020年2月29日・後楽園ホール大会）
- REBELS.65 （2020年8月30日・後楽園ホール大会）

### その他のイベント
- 朗読劇「Greif2」（2020年1月23日 - 26日、千本桜ホール）
- PPV放送「KNOCK OUT CHAMPIONSHIP.2」ゲスト（2020年9月13日・後楽園ホール）
- KANSAI COLLECTION 2024 AUTUMN & WINTER 出演(2024年8月1日、京セラドーム大阪)
- JAPAN FASHION FESTA GUEST MODEL出演(2024年12月14日、ヒューリックホール•浅草橋)

### 商品モデル
- feast（2022年5月27日）- 新作ランジェリー
- KYOGOKU（2022年5月28日）- カラーケアシャンプー